# Uçurum
Uçurum  (svenska: Avgrund) är ett poetiskt drama, en tragedi i fyra akter skriven 1917 av den azerbajdzjanske poeten och dramatikern Hüseyn Cavid (1882–1941). Pjäsen publicerades först 1926 i Baku av Azerbajdzjans statliga förlag. Den återpublicerades sedan först 1968 i den första volymen av Utvalda verk av Hüseyn Cavid. Den första produktionen av pjäsen ägde rum 1922. Under teatersäsongen 1922/1923 sattes pjäsen upp i den statliga turkiska teatern, uppkallad efter Dadaş Bünyadzadä av regissören Abbas Mirzä Şärifzadä.
Detta är ett av Cavids dramer, där en speciell plats upptas av människor som möter samhällets orättvisor och lämnas ensamma med sina upplevelser. Man trodde också att pjäsen präglades av panturkiska känslor.